# Епсилон
Епсилон (главна буква Ε, малка буква ε) е петата буква от гръцката азбука. В гръцката бройна система с тази буква се означава числата 5 или 5000.
Малката буква ε се използва като символ за:
- означаване на малка стойност в математиката
- диелектрична константа във физиката
- относителна деформация в механиката
- обозначава ДНК-полимеразата с функцията да изгражда изоставащата полинуклетидна верига при биосинтезата на ДНК (репликацията) при еукариотите